# ورنر لایمخروبر
ورنر لایمخروبر (آلمانی: Werner Leimgruber; ۲ سپتامبر ۱۹۳۴) بازیکن فوتبال اهل سوئیس بود.
از باشگاه‌هایی که در آن بازی کرده‌است می‌توان به باشگاه فوتبال زوریخ اشاره کرد.
وی همچنین در تیم ملی فوتبال سوئیس بازی کرده‌است.